# 太田家住宅 (福山市)
太田家住宅（おおたけじゅうたく）は広島県福山市鞆町鞆にある歴史的建造物（民家）。元は福山藩の御用名酒屋を務めた保命酒の蔵元「中村家」の屋敷で、明治時代に太田家の所有となった。瀬戸内海の近世商家建築を代表するもので、1991年5月31日に国の重要文化財指定を受けた。また鞆七卿落遺跡（ともしちきょうおちいせき）として広島県指定史跡（1940年指定）となっている。

## 概要
本邸の「太田家住宅」と、東側の道路をはさんだ向かい側にある別邸の「太田家住宅朝宗亭（ちょうそうてい）」からなる。本邸は主屋、保命酒醸造蔵など9棟、朝宗亭は主屋など3棟の建造物が重要文化財に指定され、それぞれの宅地も建造物と一体となって価値を形成するものとして重要文化財に指定されている。
この住宅は前述のとおり、元は福山藩の御用名酒屋を務めた中村家の住宅であった。中村家は明暦元年（1655年）、当地に移り住み、酒造業を営んだ。本邸は南北に長い敷地の東南に2階建ての主屋が建ち、その西側には炊事場、蔵などの付属建物、敷地北側には3棟の「保命酒蔵」を含む土蔵群がある。道路をはさんで向かいにある別邸の朝宗亭は、隠居屋として使用されたほか、藩主御成りの際の本陣としても使用された。朝宗亭の敷地は、南側と東側が直接海に面している。江戸時代の商家の屋敷構えが良好に保存され、文化財としての価値が高い。
1996年から2001年まで行われた保存修理事業により、江戸時代末期から明治時代初期当時の状態に復元された。

## 鞆七卿落
1863年（文久3年）8月23日、尊皇攘夷派の三条実美ら7人の公卿が公武合体派によって京都を追われて長州に逃亡する際（七卿落ち）、および翌年の1864年（元治元年）に長州から船で京都に上る際に、鞆港に寄り上陸して当屋敷の中村家（当時）主屋と朝宗亭を宿泊所とした。

## 文化財
以下の建物および敷地が国の重要文化財に指定されている。
太田家住宅
- 主屋1棟 - 18世紀中期建築、桁行14.7m、梁間12.9m、2階建、南面入母屋造、北面切妻造、東南西各面庇付、本瓦葺
- 炊事場1棟 - 18世紀後期建築、桁行4.1m、梁間6.0m, 、北面庇付、二階建、南面入母屋造、北面切妻造、本瓦葺
- 西蔵（附棟札1枚）1棟 - 寛政元年（1789年）建築、土蔵造、桁行7.3m、梁間6.0m、2階建、切妻造、本瓦葺
- 釜屋1棟 - 19世紀前期建築、土蔵造、桁行6.0m、梁間5.0m, 、2階建、切妻造、本瓦葺
- 南保命酒蔵1棟 - 18世紀後期建築、土蔵造、桁行13.8m、梁間5.9m、2階建、切妻造、妻入、本瓦葺
- 北保命酒蔵（附棟札1枚）1棟 - 天明8年（1788年）建築、土蔵造、桁行15.1m、梁間5.9m、2階建、切妻造、本瓦葺
- 東保命酒蔵（附棟札1枚）1棟 - 寛政7年（1795年）建築、土蔵造、桁行14.2m、梁間6.0m、2階建、切妻造、妻入、本瓦葺
- 北土蔵1棟 - 19世紀前期建築、土蔵造、桁行10.0m、梁間5.4m、2階建、切妻造、本瓦葺
- 新蔵1棟 - 19世紀前期建築、土蔵造、桁行11.6m、梁間7.9m、2階建、切妻造、本瓦葺
- 附:茶室1棟
- 附:高塀1棟
- 敷地 - 面積1,375.19m2

太田家住宅朝宗亭
- 主屋1棟 - 文化元年（1804年）以前の建築、桁行13.8m、梁間10.0m、一部2階建、東面入母屋造、西面切妻造、本瓦葺
- 門屋1棟 - 文化元年（1804年）以前の建築、桁行5.9m、梁間2.6m、二階建、切妻造、本瓦葺
- 離屋1棟 - 18世紀後期建築、桁行6.0m、梁間7.9m、2階建、南面入母屋造、北面切妻造、本瓦葺
- 敷地 - 面積585,11m2（護岸、東面土塀を含む）

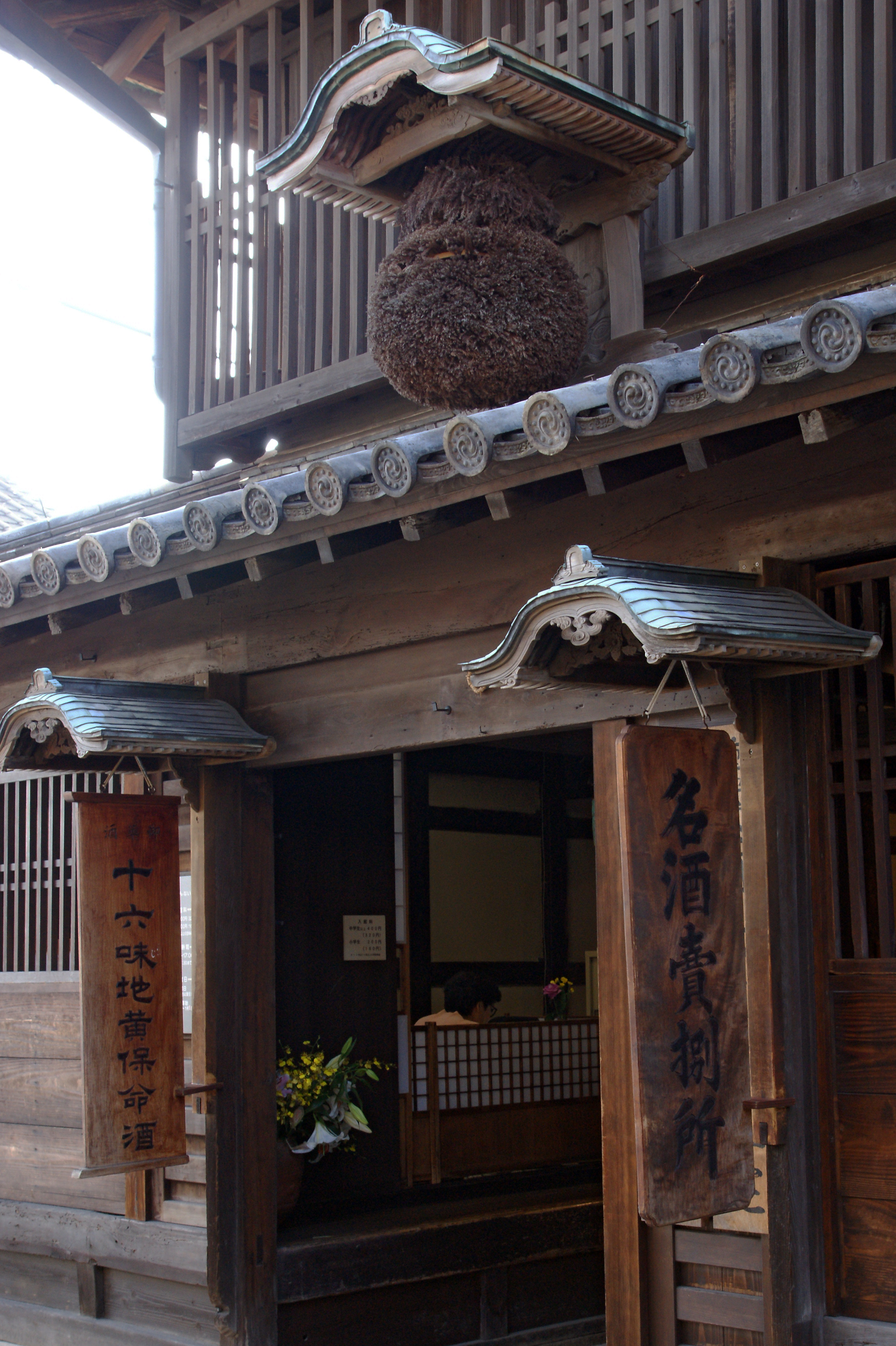
主屋店舗玄関
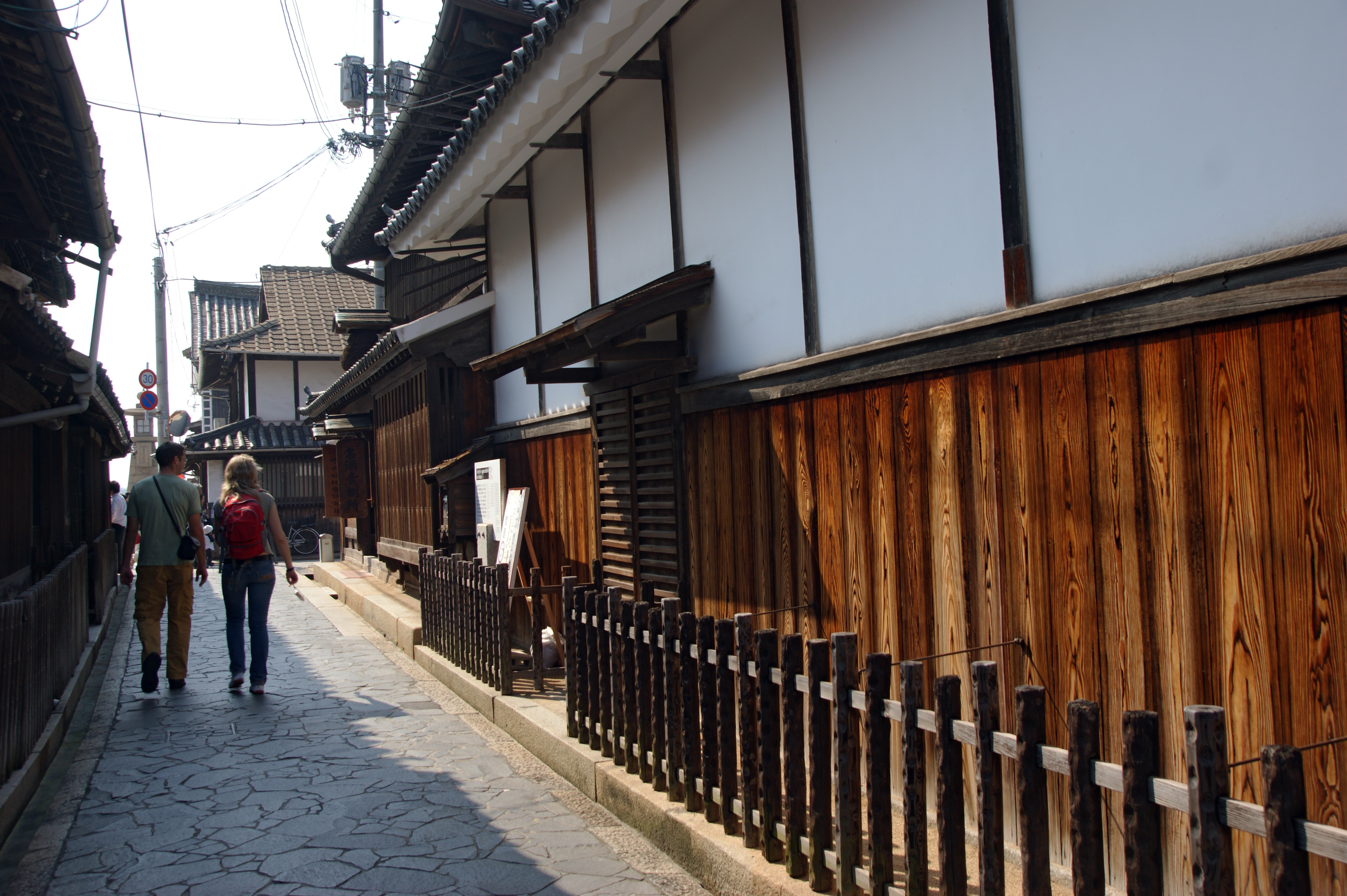
高塀（奥は主屋）
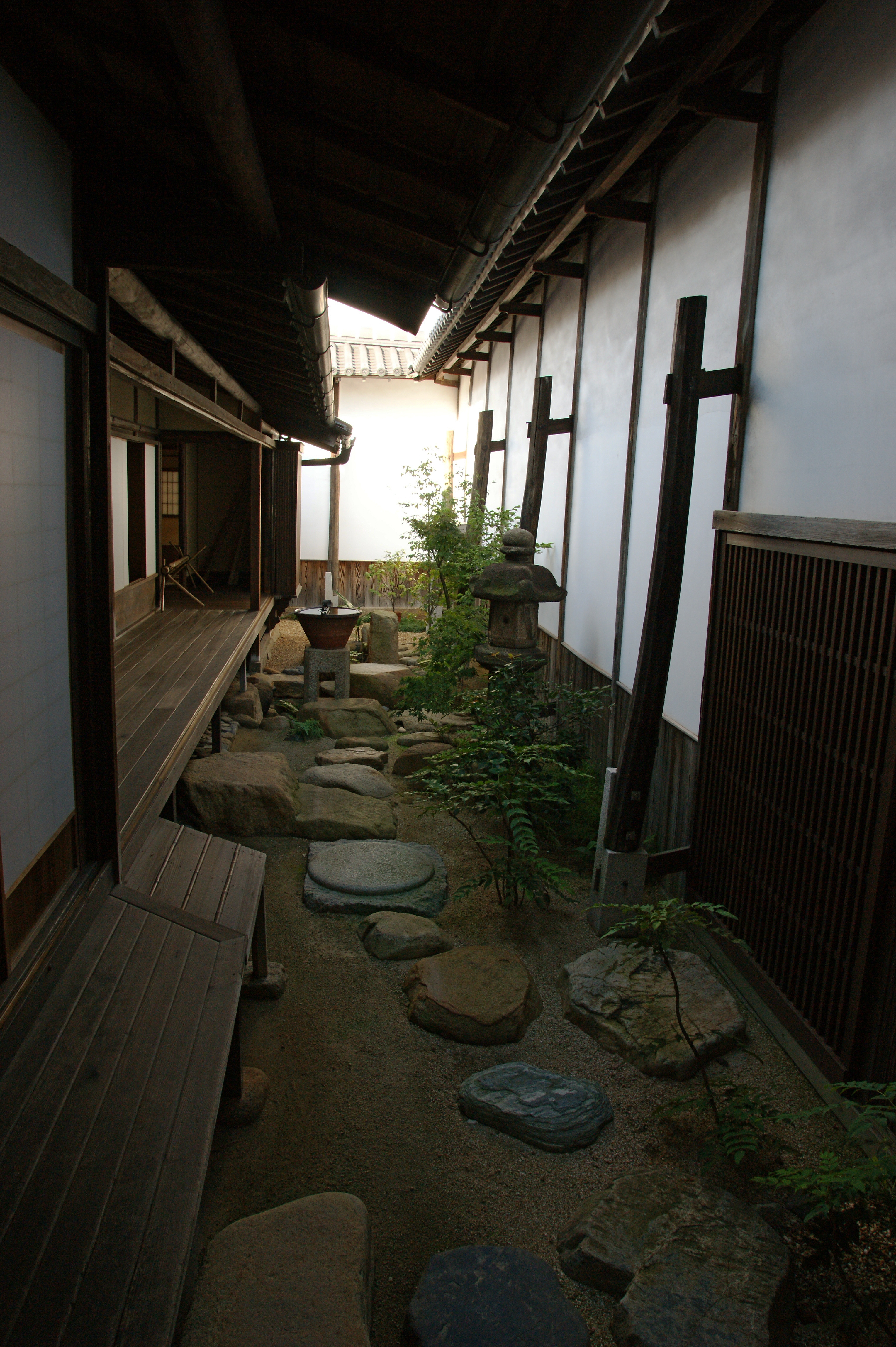
高塀と主屋縁側
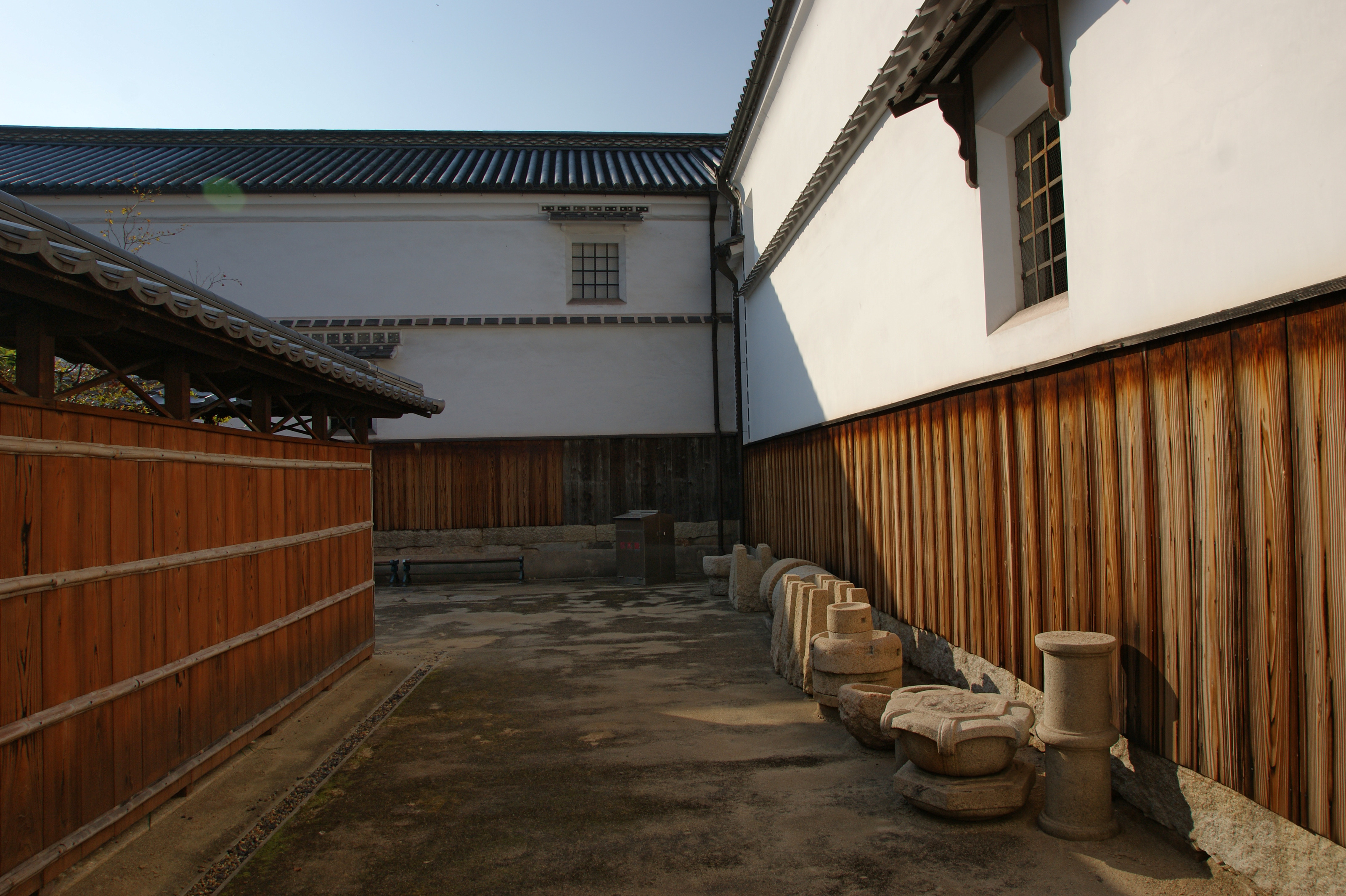
蔵

## 利用情報
- 開館時間 - 10:00～17:00
- 定休日 - 火曜（祝日の場合は翌日）、12/29～1/3
- 所在地 - 〒720-0201 広島県福山市鞆町鞆842

## 交通アクセス
- JR山陽本線および山陽新幹線 福山駅から鞆鉄バスで約30分、終点下車、徒歩5分
- 鞆港から徒歩5分

## 周辺
- 常夜灯とうろどう
- 福禅寺
- 沼名前神社
- 鞆の浦歴史民俗資料館
- 法宣寺